# Salve Regina

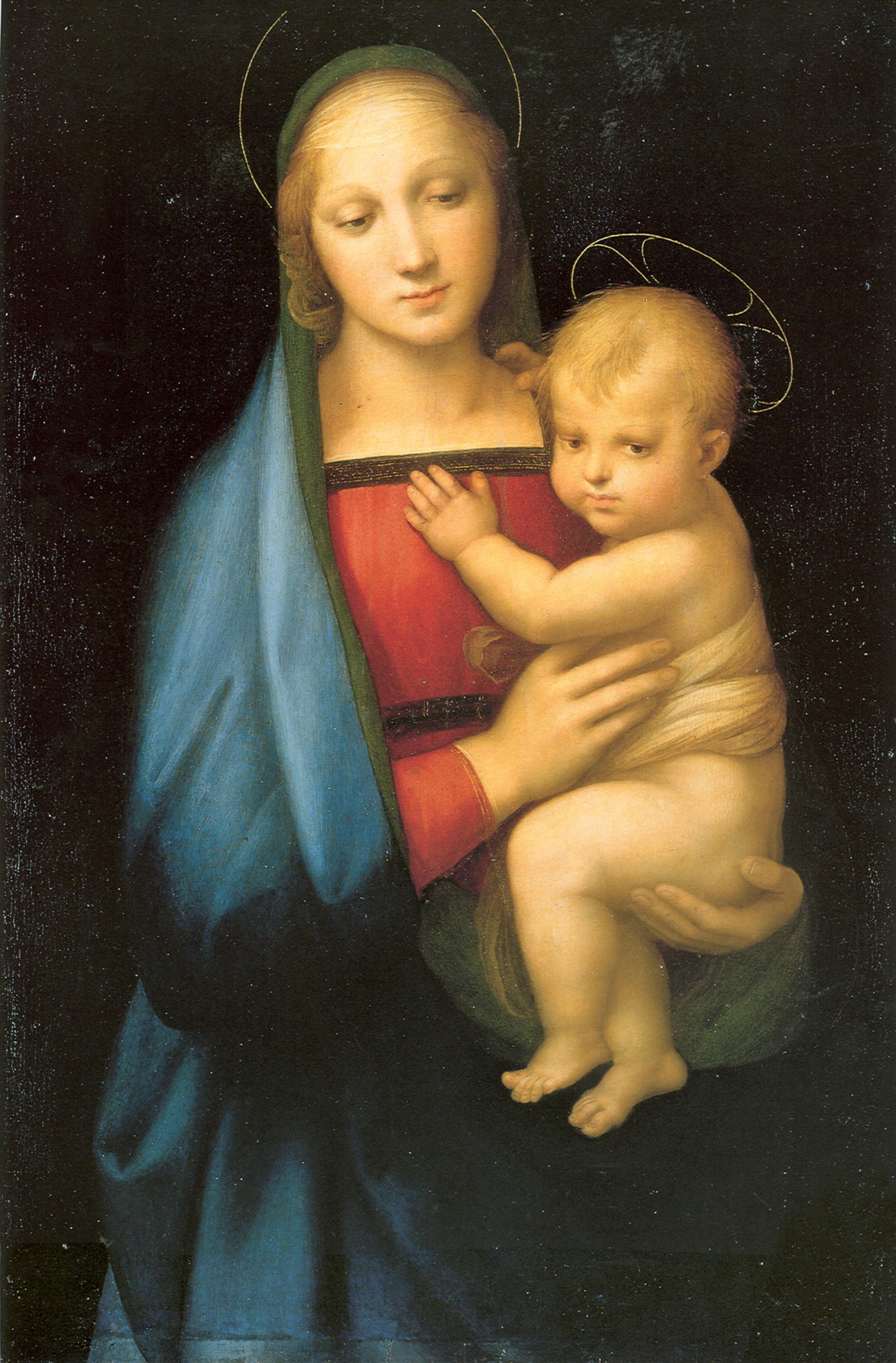
Rafaelova Madona, příklad mariánského umění

Salve Regina česky Zdrávas Královno je středověký text jedné z mariánských antifon (závěrečných zpěvů breviáře – kompletář). Autorem textu je patrně středověký básník Heřman z Reichenau, někdy je ale text připisován zcela nebo částečně sv. Anselmu z Luccy nebo sv. Bernardovi (ten měl podle legendy doplnit závěrečné oslovení). Jde o jednu z nejslavnějších mariánských modliteb (zpívaných i mluvených), jsou známa četná zhudebnění tohoto textu. Salve regina je navíc poslední modlitbou růžence. Modlitba je spojena s částečnými odpustky.

## Původní latinský text
Salve Regina, Mater misericordiae,

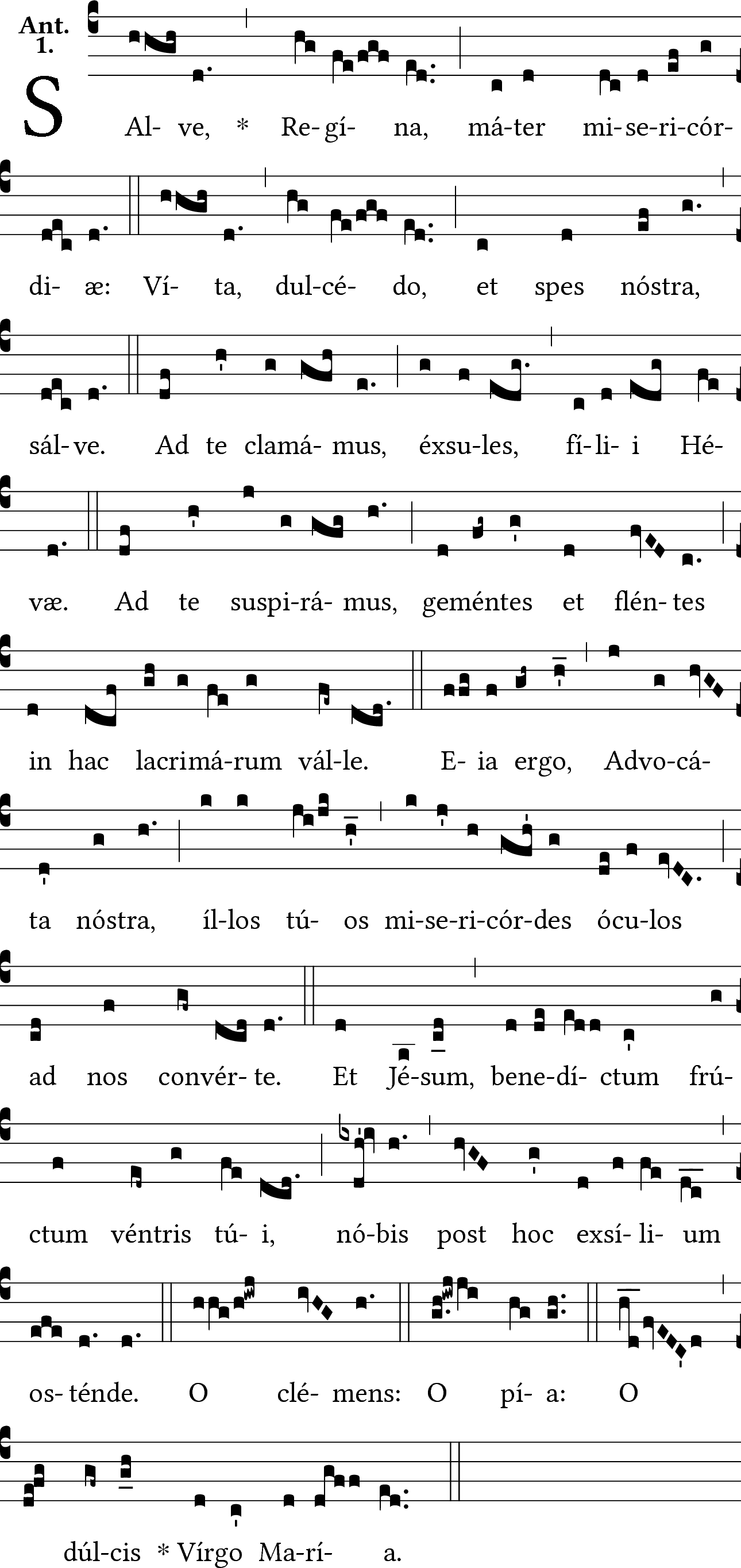

vita, dulcedo et spes nostra, salve.

Ad te clamamus exsules filii Hevae

Ad te suspiramus gementes et flentes

in hac lacrimarum valle.

Eia ergo, advocata nostra,

illos tuos misericordes oculos ad nos converte.

Et Jesum, benedictum fructum ventris tui,

nobis post hoc exsilium ostende.

O clemens,

o pia,

o dulcis Virgo Maria.

## Český text
Zdrávas Královno, Matko milosrdenství,

živote, sladkosti a naděje naše, buď zdráva!

K tobě voláme, vyhnaní synové Evy,

k tobě vzdycháme, lkajíce a plačíce

v tomto slzavém údolí.

A proto, orodovnice naše,

obrať k nám své milosrdné oči

a Ježíše, požehnaný plod života svého,

nám po tomto putování ukaž,

ó milostivá,

ó přívětivá,

ó přesladká Panno, Maria!